# Synaptura albomaculata
 Synaptura albomaculata és un peix teleosti de la família dels soleids i de l'ordre dels pleuronectiformes.

## Hàbitat
Viu en aigües costaneres poc fondes i estuaris.

## Distribució geogràfica
Es troba a les costes de l'est de l'Índia, Bangladesh i Myanmar.